# 静岡市立清水有度第一小学校
静岡市立清水有度第一小学校（しずおかしりつ しみずうどだいいちしょうがっこう）は、静岡県静岡市清水区有度本町にある公立小学校。

## 沿革
- 1874年（明治7年）2月 - 「第15番中学区第31番小学校・昇平舎」吉川福寿院にて開校[1]。
- 1882年（明治15年）5月 - 「第13学区有度学校」と称する[1]。
- 1889年（明治22年）12月20日 - 「有度尋常小学校」と改称[1]。
- 1892年（明治25年）5月23日 - 「有度村立尋常小学校」と改称[1]。
- 1908年（明治41年）4月1日 - 勅令により「有度尋常小学校」と改称[1]。
- 1941年（昭和16年）4月1日 - 「有度国民学校」と改称[1]。
- 1947年（昭和22年）4月1日 - 「有度村立有度小学校」と改称[1]。
- 1954年（昭和29年）9月28日 - 創立70周年記念として、校歌制定、ピアノ購入[1]。
- 1955年（昭和30年）
  - 4月1日 - 市村合併による清水市編入に伴い、「清水市立有度小学校」と改称[1]。
  - 10月 - 校章制定[1]。
- 1968年（昭和43年）4月1日 - 児童数増加による、学区の二分と「第二小学校」新設に伴い、「清水市立有度第一小学校」と改称[1]。
- 1975年（昭和50年）10月25日 - 100周年記念式典[1]。
- 1977年（昭和52年）4月1日 - 「船越小学校」新設開校につき、有東坂、今泉地区児童移転[1]。
- 2003年（平成15年）4月1日 - 静岡市との合併に伴い、「静岡市立清水有度第一小学校」に改名[1]。

## 通学区域
清水区

| - 有東坂の一部 - 有度本町 - 上原 - 上原一丁目・二丁目 - 北脇の一部 - 北脇新田の一部 - 吉川 - 草薙杉道一丁目の一部 - 鳥坂の一部 - 七ツ新屋 | - 七ツ新屋一丁目・二丁目 - 半左衛門新田 - 平川地 - 平川地一丁目・二丁目 - 堀込 - 馬走 - 馬走北 - 馬走坂の上 - 御門台の一部 |

## アクセス
- 静岡鉄道御門台駅から、徒歩1分
- しずてつジャストライン三保草薙線（土日祝日運休）「有度第一小」停留所から、徒歩3分
- しずてつジャストライン国道東静岡清水線（土日祝日運休） 「七ツ新屋」停留所から、徒歩7分